# Ptilinobium aberrans
Ptilinobium aberrans är en skalbaggsart som beskrevs av White 1976. Ptilinobium aberrans ingår i släktet Ptilinobium och familjen trägnagare. Inga underarter finns listade i Catalogue of Life.